# 스티븐 프라이
스티븐 존 프라이(영어: Stephen John Fry, 1957년 8월 24일~)는 영국의 배우, 작가, 희극 배우, 저술가, 시인, 코미디언, TV 사회자이자 영화 감독이며, 노리치 시티 FC의 구단 운영진이다.

## 생애
몇 개의 학교에서 쫓겨나고 신용카드 부정 사용으로 징역 3개월을 보내는 등 문제가 많은 유년시절과 청소년기를 보낸 이후, 그는 케임브리지 대학의 퀸스 칼리지에 입학하여 영문학을 전공하였다.

### 연기 활동
1981년 휴 로리, 엠마 톰슨, 토니 슬래터리와 함께 케임브리지 대학 학내 극단인 "각광(Footlights)"의 리뷰 프리젠테이션인 "The Cellar Tapes"에 출연하였다. 그리고 휴 로리와 함께 '프라이와 로리(Fry and Laurie)'라는 개그 콤비로 활동하면서 <A Bit of Fry & Laurie>에서 공동으로 각본과 연기를 맡았다. 또한 <지브스와 우스터(Jeeves and Wooster)>에서 로리는 우스터를, 프라이는 지브스를 연기하기도 했다.
배우로서 그는 영화 <와일드>의 주연을 맡았으며, BBC TV 시리즈인 <Blackadder>에서는 멜쳇(Melchett) 역을, ITV의 <킹덤(Kingdom)>에서는 주인공인 피터 킹덤(Peter Kingdom)을, 미국 Fox사의 범죄수사물인 <본즈(Bones)>에서는 고든 와이엇 박사(Dr. Gordon Wyatt) 역을, 그리고 영화 <브이 포 벤데타>에서는 TV 진행자인 고든 디트리히(Gordon Dietrich) 역을 맡았다. 또한 미국의 50개주 모두를 여행하는 내용의 <Stephen Fry in America(2008)>을 포함한 다수의 다큐멘터리 시리즈의 각본을 쓰고 직접 진행하였다. 2003년부터는 퀴즈쇼 <QI>의 진행을 맡고 있다.
TV에서의 활동만큼, 그는 여러 신문과 잡지에 글을 쓰고 있으며, 네 권의 소설과 두 권의 자서전(<Moab Is My Washpot>, <The Fry Chronicles>)을 집필하였다. 또한 코미디 시리즈인 <Absolute Power>에 캐스팅되었고, <Just a Minute>와 같은 패널 게임에 게스트로 출연하였으며, 험프리 리텔턴(Humphrey Lyttelton)을 포함한 세 명의 호스트 중 한 명으로 〈I'm Sorry I Haven't A Clue〉의 사회자로 출연하는 등 BBC Radio 4 채널의 프로그램에 자주 참여했다. 또한 그는 오디오북 녹음으로도 알려져 있는데, 특별히 <해리 포터>의 모든 시리즈를 녹음하기도 했다.

### 사생활
스티븐 프라이는 가벼운 양극성 장애를 앓고 있으며, 본인이 동성애자임을 공개적으로 밝혔다. 그러나 가끔 여성에게 매력을 느낄 때도 있다고 거론한 바 있다. 기숙사 학교에 다니던 때는 자신이 동성애자라는 사실을 숨겨야 했으며, 1979년부터 16년간 성경험이 일체 없었다고 밝혔다. 1995년부터 14년간 대니얼 코엔이라는 남성과 교제했었다. 2015년 코메디언 엘리엇 스펜서와 결혼하였다.

## 작품 목록

### 영화 출연
| 연도 | 영화                                                       | 배역                           | 비고                        |
| ---- | ---------------------------------------------------------- | ------------------------------ | --------------------------- |
| 1981 | 불의 전차                                                  | '전함 피나포어'의 가수         | 크레딧 없음                 |
| 1982 | (영어) Cambridge Footlights Revue                          | 여러 인물                      | 작가로도 참여 텔레비전 영화 |
| 1983 | (영어) The Crystal Cube                                    | Dr. Adrian Cowlacey/ 여러 인물 | 작가로도 참여 텔레비전 영화 |
| 1985 | (영어) 좋은 아버지                                         | Creighton                      |                             |
| 1987 | The Laughing Prisoner                                      | No.2                           | 작가로도 참여 텔레비전 영화 |
| 1988 | (영어) 브렌다의 이중 생활                                  | Reggie                         |                             |
| 1988 | (영어) 완다라는 이름의 물고기                              | Hutchison                      |                             |
| 1992 | (영어) 피터의 친구들                                       | Peter Morton                   |                             |
| 1993 | Stalag Luft                                                | Wing Commander James Forrester | 텔레비전 영화               |
| 1994 | (영어) 아이큐                                              | James Moreland                 |                             |
| 1995 | Laughter and Loathing                                      | Juvenal                        | 텔레비전 영화               |
| 1995 | (영어) 콜드 컴포트 팜                                      | Mybug                          |                             |
| 1995 | The Steal                                                  | Wimborne                       |                             |
| 1996 | The Wind in the Willows                                    | 판사                           |                             |
| 1997 | 와일드                                                     | 오스카 와일드                  |                             |
| 1997 | 스파이스 월드                                              | Judge                          |                             |
| 1997 | Live from the Lighthouse                                   | 진행자                         |                             |
| 1998 | (영어) 더 티크본 클레이먼트                                | Hawkins                        |                             |
| 1998 | (영어) 시빌 액션                                           | Pinder                         |                             |
| 1999 | (영어) 해롤드 스미스에게 무슨 일이 있었나                  | Dr. Peter Robinson             |                             |
| 1999 | (영어) The Nearly Complete and Utter History of Everything | Ambassador / Modern Man        |                             |
| 2000 | (영어) Best                                                | Frazer Crane                   |                             |
| 2000 | (영어) Relative Values                                     | Frederick Crestwell            |                             |
| 2000 | Sabotage                                                   | (영어) Lord Wellington         |                             |
| 2001 | Four Play                                                  | Nigel Steele                   |                             |
| 2001 | The Discovery of Heaven                                    | Onno                           |                             |
| 2001 | 고스포드 파크                                              | 톰슨 경위                      |                             |
| 2002 | Surrealissimo: The Trial of Salvador Dalí                  | 앙드레 브르통                  | 텔레비전 영화               |
| 2002 | (영어) Thunderpants                                        | Sir Anthony Silk               |                             |
| 2003 | (영어) 브라이트 영 씽                                      | Chauffeur                      | 감독 / 각본 / 총괄 제작     |
| 2003 | 프렌치 아메리칸                                            | Piers Janely                   |                             |
| 2004 | Tooth                                                      | Pedro                          |                             |
| 2004 | (영어) The Life and Death of Peter Sellers                 | Maurice Woodruff               |                             |
| 2004 | A Bear Named Winnie                                        | Protheroe the Zookeeper        |                             |
| 2005 | (영어) Tom Brown's Schooldays                              | 토머스 아널드                  | 텔레비전 영화               |
| 2005 | (영어) MirrorMask                                          | 사서                           |                             |
| 2005 | 은하수를 여행하는 히치하이커를 위한 안내서                 | 내레이터/가이드                | 목소리 출연                 |
| 2005 | (영어) A Cock and Bull Story                               | Patrick Curator/Parson Yorick  |                             |
| 2005 | 브이 포 벤데타                                             | 고든 디트리히                  |                             |
| 2006 | 스톰브레이커                                               | Smithers                       |                             |
| 2007 | (영어) 아이히만                                            | Minister Tormer                |                             |
| 2007 | (영어) St Trinian's                                        | 자기 자신                      |                             |
| 2007 | Snow White: The Sequel                                     | 내레이터                       | 목소리 출연 (영어 버전)     |
| 2008 | (영어) Tales of the Riverbank                              | Owl                            |                             |
| 2009 | House of Boys                                              | Dr. Marsh                      |                             |
| 2010 | 이상한 나라의 앨리스                                       | 체셔 고양이                    | 목소리 출연                 |
| 2010 | 빌리와 용감한 녀석들                                       | 소크라테스                     | 목소리 출연 (영어 버전)     |
| 2011 | (영어) Benjamin Sniddlegrass and the Cauldron of Penguins  | 내레이터                       | 목소리 출연 (영어 버전)     |
| 2011 | 셜록 홈즈: 그림자 게임                                     | 마이크로프트 홈즈              |                             |
| 2011 | Summer Night, Winter Moon                                  | Rufus                          |                             |
| 2012 | Clovis Dardentor                                           | Mr. Eustache                   |                             |
| 2012 | (영어) 도어즈 오픈                                         | Professor Gissing              | 텔레비전 영화 총괄 제작     |
| 2013 | 호빗: 스마우그의 폐허                                      | 호수 마을의 영주               |                             |
| 2014 | (영어) That Sugar Film                                     | 자기 자신                      | 다큐멘터리                  |
| 2014 | 호빗: 다섯 군대 전투                                       | 호수 마을의 영주               |                             |
| 2015 | 무한대를 본 남자                                           | Francis Spring                 |                             |
| 2016 | 거울 나라의 앨리스                                         | 체셔 고양이                    | 목소리 출연                 |
| 2016 | 레이디 수잔                                                | 미스터 존슨                    |                             |
| 2018 | 크리미널 게임: 보석 사기단                                 | 시드니                         | 개봉 없이 VOD 출시          |
| 2018 | 구스 베이비                                                | 프레이저                       | 목소리 출연                 |
| 2019 | 잃어버린 세계를 찾아서                                     | Lord Piggot-Dunceby            | 목소리 출연                 |
| 2020 | 잇츠 어 신                                                 |                                |                             |
| TBA  | (영어) 그리드                                              |                                | 후반 작업 중                |